# Mark Powers
Mark Powers ist eine deutsche Science-Fiction-Serie, die in 78 Heftromanen vom 23. März 1962 bis zum 21. Oktober 1966 im Pabel-Verlag erschien.
Die Serie war der Versuch des Verlags, den Erfolg des damals konkurrierenden Moewig-Verlages mit der Perry-Rhodan-Serie zu wiederholen. Da die Reihe jedoch zunächst ohne Exposé geschrieben wurde, kam es aufgrund mangelnder Absprache zwischen den Autoren zu einer Vielzahl inhaltlicher Widersprüche. Im Gegensatz zu Perry Rhodan wurde Mark Powers so erst einmal eine Serie unabhängiger Einzelromane mit den gleichen Protagonisten. Erst nach 17 Ausgaben wurde eine Exposé-Redaktion eingeführt (Lore Straßl), die eine kontinuierliche Geschichte ermöglichte, ohne allerdings zyklische Handlungsbögen zu beinhalten.
Im Jahre 2006 wurde ein bis zu diesem Zeitpunkt unveröffentlichter Mark Powers-Roman des Autors I. v. Steen vom SSI-Verlag publiziert, welcher seinerzeit vom Pabel-Verlag aufgrund seiner für damalige Verhältnisse brutalen Handlung abgelehnt worden war.

## Auflagen und  Erscheinungsformen
Zunächst wurden 17 Ausgaben im Rahmen der Reihe Utopia veröffentlicht. Dabei war jedes zweite Heft zwischen den Bänden 320 bis 352 ein Mark Powers-Roman. Am 16. November 1962 wurde die Reihe ausgegliedert und als eigene Serie publiziert. Die Ausgaben 1 bis 26 enthielten dabei jeweils einen zwei- bis dreiseitigen Comic-Strip im Mittelteil des Heftes, der weitere Abenteuer von Mark Powers erzählte. Da es sich dabei jedoch lediglich um umgetextete Flash-Gordon-Comics handelte, gab es nur geringe Verbindungen zur eigentlichen Roman-Reihe.
Aufgrund des mangelnden Erfolges wurde die Serie mit Band 48 im Oktober 1964 jedoch eingestellt und wieder in die Utopia-Reihe integriert. Nachdem zunächst ein Doppelband und acht weitere Romane im zweiwöchentlichen Rhythmus veröffentlicht wurden, kamen anschließend in größeren Zeitabständen drei Hefte hinzu, bei denen allerdings bereits nicht mehr auf die Zugehörigkeit zur Mark Powers-Reihe hingewiesen wurde.
Mark Powers im Utopia-Zukunftsroman
- 320 (Freder van Holk): Raumschiff im Strahlensturm (1962)
- 322 (I. v. Steen): Moores neue Sonne (1962)
- 324 (Freder van Holk): Die Gluthölle des Transpluto (1962)
- 326 (Freder van Holk): Tonband vom Prokyon (1962)
- 328 (Freder van Holk): Hexenkessel Titan (1962)
- 330 (Freder van Holk): Die Roboter von Nova Atlantis (1962)
- 332 (E. Köhler): Roboter-Intrigen (1962)
- 334 (I. v. Steen): Rechenzentrum Omnivac (1962)
- 336 (W. P. Hoffmanns): Die goldene Pest (1962)
- 338 (Freder van Holk): Rätsel der Mikrowellen (1962)
- 340 (Freder van Holk): Diamanten der Sonne (1962)
- 342 (J. E. Wells): Atomfluch im Blut (1962)
- 344 (Freder van Holk): Raketenstützpunkt Celiagus (1962)
- 346 (J. E. Wells): Die Maschinen von Elgaron (1962)
- 348 (Jay Grams): Zwischen brennenden Planeten (1962)
- 350 (I. v. Steen): Notschrei aus der Zukunft (1962)
- 352 (H. G. Francis): Die schlafende Gefahr (1962)

Mark Powers als eigenständige Serie
- 1 (J. E. Wells): Sklavenhölle Jupiter (1962)
- 2 (Freder van Holk): Der Diktator aus dem Weltall (1962)
- 3 (Peter Theodor): Todesschatten über Sol (1962)
- 4 (Jay Grams): Die Marionetten der 4. Dimension (1962)
- 5 (Erika Müller): Kreise des Schreckens (1962)
- 6 (H. G. Francis): Wettkampf zwischen den Planeten? (1962)
- 7 (I. v. Steen): Fluch der Intelligenz (1962)
- 8 (W. W. Shols): Mord ohne Waffe (1962)
- 9 (Freder van Holk): Brandfackel aus dem Kosmos (1962)
- 10 (H. G. Neubert): Die Süchtigen von Orkos (1962)
- 11 (H. C. Francis): Unsichtbare Eindringlinge (1962)
- 12 (Staff Caine): Der tödliche Ring (1962)
- 13 (J. E. Wells): Tödliche Dürre (1962)
- 14 (W. P. Hoffmanns): Das unsichtbare Grauen (1962)
- 15 (J. E. Wells): Planet der Gespenster (1962)
- 16 (Freder van Holk): Der Plan des Unsterblichen (1962)
- 17 Alf Tjörnsen: Uran und Gespenster (1962)
- 18 W. P. Hoffmanns: Die Percy Yonkers-Invasion (1962)
- 19 Alf Tjörnsen: Das Institut des Satans (1962)
- 20 Jeff Mescalero: Zweimal »Sunball« (1962)
- 21 Alf Tjörnsen: Feuerprobe (1963)
- 22 Alf Tjörnsen: Aufruhr auf Venus (1963)
- 23 Jeff Mescalero: Sporen der Vernichtung (1963)
- 24 Axel Nord: Schrecken der Urru (1963)
- 25 Axel Nord: Furcht vor dem weißen Mond (1963)
- 26 Peter Theodor: Tor zur anderen Welt (1963)
- 27 H. G. Francis: Der unheimliche Test (1963)
- 28 W. W. Shols: Sieben kamen von I-Ola-Kar (1963)
- 29 Alf Tjörnsen: Stützpunkt Kallisto (1963)
- 30 W. P. Hoffmanns: Der Tod aus dem Hyperraum (1963)
- 31 M. Wegener: Der Zeitverbrecher (1963)
- 32 Jeff Mescalero: Im Zentrum der Galaxis (1963)
- 33 Alf Tjörnsen: Planet der Finsternis (1963)
- 34 Alf Tjörnsen: Transpluto schlägt zu (1963)
- 35 Peter Theodor: Notruf an die Vergangenheit (1963)
- 36 H. G. Francis: Aktion Bantum (1963)
- 37 Jeff Mescalero: Der Entartete der sieben Sonnen (1963)
- 38 W. W. Shols: Postlagernd Hesperos City 3000 (1963)
- 39 Axel Nord: SOS vom achten Saturnmond (1963)
- 40 M. Wegener: Das Ende der Menschheit? (1963)
- 41 H. G. Francis: Sangars große Stunde (1963)
- 42 Jeff Mescalero: Die gnadenlose Sonne (1963)
- 43 W. P. Hoffmanns: Die seelenlose Armee (1963)
- 44 H. G. Francis: Das Geheimnis von Wega IX (1963)
- 45 Alf Tjörnsen: Tod den Terranern! (1963)
- 46 Peter Theodor: Furchtbare Hinterlassenschaft (1963)
- 47 Jeff Mescalero: Vergessen auf Thuum (1964)
- 48 W. W. Shols: Hilferuf von Kanopus (1964)

Mark Powers im Utopia-Zukunftsroman
- 404 M. Wegener: Wettlauf mit dem Tod (I/II) (1964)
- 406 W. W. Shols: Station des Schreckens (1964)
- 408 Peter Theodor: Rowias Untergang (1964)
- 410 Axel Nord: Das große Sterben (1964)
- 412 W. P. Hoffmanns: Die Verdammten (1964)
- 414 H. C. Francis: Der Agent von Kharis (1964)
- 416 M. Wegener: Der Herrscher von Orgu (1965)
- 418 W. W. Shols: Die gestohlene Erfindung (1965)
- 420 M. Wegener: Im Zeitstrom verschollen (1965)
- 478 M. Wegener: Ausbruch aus der Ewigkeit (1966)
- 496 Jeff Mescalero: Jagd auf Tayro (1966)
- 509 Peter Theodor: Der Sternenfindling (1967)

Seit Mitte 2008 erscheint die Gesamtausgabe der Serie mit allen Heften in Buchform im Mohlberg-Verlag. Es werden jeweils drei Romane in einem Buch zusammengefasst, zusammen mit der Farbreproduktion der Originaltitelbilder sowie weitergehenden Informationen zu der Serie.
Insgesamt wird die Buchausgabe 27 Bände umfassen:
1. Raumschiff im Strahlensturm (U320/322/324)
2. Die Roboter von Nova Atlantis (U326/328/330)
3. Roboter-Intrigen (U332/334/336)
4. Diamanten der Sonne (U338/340/342)
5. Die Maschinen von Elgaron (U344/346/348)
6. Notschrei aus der Zukunft (U350/352/SSI-Ausgabe des unveröffentlichten Manuskriptes)
7. Sklavenhölle Jupiter (MP 1-3)
8. Die Marionetten der 4. Dimension (MP 4-6)
9. Brandfackel aus dem Kosmos (MP 7-9)
10. Die Süchtigen von Orkos (MP 10-12)
11. Planet der Gespenster (MP 13-15)
12. Der Plan des Unsterblichen (MP16-18)
13. Zweimal „Sunball“ (MP 19-21)
14. Aufruhr auf Venus (MP 22-24)
15. Tor zur anderen Welt (MP 25-27)
16. Stützpunkt Kallisto (MP 28-30)
17. Der Zeitverbrecher (MP 31-33)
18. Notruf an die Vergangenheit (MP 34-36)
19. Der Entartete der sieben Sonnen (MP 37-39)
20. Die gnadenlose Sonne (MP 40-42)
21. Tod den Terranern! (MP 43-45)
22. Hilferuf von Kanopus (MP 46-48)
23. Wettlauf mit dem Tod (U404/Teil 1+2)
24. Rowias Untergang (U406/408/410)
25. Der Herrscher von Orgu (U412/414/416)
26. Im Zeitstrom verschollen (U418/420)
27. Ausbruch aus der Ewigkeit (U478/496/509)

## Autoren der Heftromane
- Staff Caine = Hermann Werner Peters
- H. G. Francis = Hans Günter Franziskowsky
- Jay Grams = Jürgen Grasmück
- W. P. Hoffmanns
- Freder van Holk = Paul A. Müller
- Hans K. Kaiser
- E. Köhler
- Jeff Mescalero = Hermann Werner Peters
- Erika Müller
- H. G. Neubert
- Axel Nord
- W. W. Shols = Winfried Scholz
- I. v. Steen = Helmut K. Schmidt
- Peter Theodor = Peter Theodor Krämer
- Alf Tjörnsen = Richard J. Rudat u. a.
- M(anfred) Wegener
- J. E. Wells = Eberhard Seitz

## Neuaufnahmen
Wiederentdeckt wurde Mark Powers im Januar 2004. Der Autor Heinz Wipperfürth veröffentlichte im Hamburger Capricornus Verlag M. Fritzsche seine Hommage „Die Sternseherin von Gedd“ auf die längst vergessen geglaubte Heftserie. Der Roman erschien unter gleichem Titel noch einmal im Mohlberg Verlag im Juni des gleichen Jahres in der Reihe SIRIUS EXCLUSIV.
Im November 2004 brachte die Hary-Production innerhalb der Heftserie ad astra den Titel „Die Woodstock-Verschwörung“ von Th. Pensator unter Verwendung der Charaktere aus der Mark Powers-Serie heraus (ad astra 64). Dort erschien dann im Mai 2005 mit ad astra 69 „In der Hölle von Calcifer“ ein weiterer Titel, der ebenfalls von Th. Pensator geschrieben worden war.